# Narcissu
 (octobre 2014).
Si vous disposez d'ouvrages ou d'articles de référence ou si vous connaissez des sites web de qualité traitant du thème abordé ici, merci de compléter l'article en donnant les références utiles à sa vérifiabilité et en les liant à la section « Notes et références ».
Narcissu (ナルキッソス, Narukissosu) est un visual novel gratuit développé par stage-nana. Écrit en japonais par Tomo Kataoka, il a ensuite été traduit en français, anglais, allemand, portugais, russe, hongrois, chinois, coréen et vietnamien par des équipes de traductions amatrices. La version originale japonaise et ses versions traduites sont disponibles gratuitement en téléchargement sur Internet. De par sa gratuité et ses nombreuses traductions, le rendant accessible à un plus large public, Narcissu est l'un des visual novels les plus connus en dehors du Japon.
Narcissu est une œuvre expérimentale avec des graphismes minimalistes disponible en 2 versions, l'une accompagnée de doublage audio et l'autre sans.
Narcissu a été porté sur Nintendo DS.

## Synopsis
Le personnage principal, dont le nom n'est jamais mentionné dans le visual novel, découvre qu'il est atteint d'une maladie incurable peu après son vingtième anniversaire. Il est alors admis au septième étage d'un hôpital de Mito, capitale de la préfecture d'Ibaraki. Il y rencontre Setsumi, une jeune femme de vingt-deux ans, qui est, elle aussi, gravement malade et en phase terminale. Ne voulant mourir ni à l'hôpital ni chez leurs parents, ils décident de s'enfuir en prenant la voiture du père du protagoniste, une Honda Integra Type R.
Ils roulent vers l'ouest, traversant les autoroutes et les préfectures, mais n'ont nulle part où aller. Ils choisissent par la suite la destination de l'île d'Awaji et ses champs de narcisses.

## Personnages
Protagoniste : jeune homme de 20 ans et étudiant à l'université. Il vient de passer son permis de conduire. Il vit avec sa famille — ses parents, taciturnes et qui ne l'ont jamais soutenu, ainsi qu'une sœur n'ayant eu pour lui que des paroles blessantes. Il n'est jamais vraiment tombé malade auparavant ni eu d'objectifs précis dans la vie.
Setsumi Sakura : jeune femme de 22 ans ayant une apparence d'enfant. Elle a une personnalité calme et silencieuse. Elle aime les voitures et détient de grandes connaissances dans ce domaine.

## Localisation
Contrairement à la plupart des traductions amatrices, celles de Narcissu ont été autorisées, mais l'auteur ne s'est cependant pas impliqué, comme cela avait été le cas pour True Remembrance. Pour la traduction anglaise, différentes personnes (un britannique et un américain) ont traduit les deux versions afin de fournir différentes perspectives sur l'histoire. Pour la traduction française par Kawa-Soft, ayant durée près d'un an, la version doublée et la non-doublée sont identiques et ont été traduits par la même personne.
La version originale japonaise utilise le moteur NScripter, mais pour les versions française et anglaise, c'est le clone ONScripter-EN, pouvant prendre en charge les langues autres que le japonais, qui a été utilisé.

## Influences
Narcissu est similaire esthétiquement et thématiquement au prélude de Gin'iro, un titre commercial du même auteur ; Tomo Kataoka lui-même décrit Narcissu comme une version contemporaine de Gin'iro, qui lui se déroule dans le Japon médiéval.
Ce visual novel a beaucoup de points en commun avec les road movies, le ratio d'écran large évoque d'ailleurs celui d'un cinéma. Plusieurs scènes et évènements de l'histoire sont des clichés du genre et la fin, où le voyage physique est explicitement lié au voyage métaphorique que les personnages ont subi (la découverte de soi-même, de leurs vies), sont typiques du road movie.

## Bande-son
Plusieurs musiques de Narcissu sont des arrangements d'autres visual novels. Les 12 morceaux sont accessibles via le menu « Sound Mode ».
Les titres de la liste ci-dessous sont basés sur le « Sound Mode » de Narcissu -side 2nd-. Dans le premier Narcissu, les pistes 2, 3, 7, 8 et 12 ont des titres légèrement différents, tandis que les pistes 4 et 9 étaient incorrectement répertoriés comme « Rather Than a Life of Finality » et « Eightmoon ». Cependant, une faute est présente dans Narcissu -side 2nd- pour la piste 4 nommée « The World is Coming to an W/end », au lieu de « The world is drawing to an W/end ».
| Narcissu | Narcissu                                                            | Narcissu | Narcissu | Narcissu | Narcissu | Narcissu | Narcissu | Narcissu | Narcissu |
| No       | Titre                                                               | Durée    |          |          |          |          |          |          |          |
| -------- | ------------------------------------------------------------------- | -------- | -------- | -------- | -------- | -------- | -------- | -------- | -------- |
| 1.       | The Emerald Sea                                                     | 2:18     |          |          |          |          |          |          |          |
| 2.       | The Silver Coupé                                                    | 2:33     |          |          |          |          |          |          |          |
| 3.       | Narcissus (inst.)                                                   | 2:01     |          |          |          |          |          |          |          |
| 4.       | De (Arrangement par Kometto Nekono)                                 | 3:43     |          |          |          |          |          |          |          |
| 5.       | Sans titre (Chanté par Mari Mizuta, paroles de Tsukasa Umitomi)     | 4:47     |          |          |          |          |          |          |          |
| 6.       | Lamune 79's (De Lamune, arrangé par Kometto Nekono)                 | 3:08     |          |          |          |          |          |          |          |
| 7.       | Route 1                                                             | 2:37     |          |          |          |          |          |          |          |
| 8.       | The Seventh                                                         | 2:15     |          |          |          |          |          |          |          |
| 9.       | Sakura (De A ¥120 Spring, arrangé par Shitoshi Fujimoto)            | 2:16     |          |          |          |          |          |          |          |
| 10.      | The Emerald Sea (ver. 2)                                            | 2:17     |          |          |          |          |          |          |          |
| 11.      | Scarlet (De Mizuiro, arrangé par Hirofumi Ishihashi)                | 3:07     |          |          |          |          |          |          |          |
| 12.      | Narcissus/Setsumi's Theme (Chanté par REM, paroles de Tomo Kataoka) | 2:25     |          |          |          |          |          |          |          |
| 33:45    |                                                                     |          |          |          |          |          |          |          |          |

## Suites et préquelle
Le 15 mai 2007 sortait Narcissu -side 2nd-, une préquelle centrée sur le personnage de Setsumi et de Himeko, et contient le premier Narcissu. Le troisième épisode de la série Narcissu 3rd Die Dritte Welt, est sorti le 17 avril 2009 et comporte les deux premiers opus. Narcissu - moshimo ashita ga aru nara - (ナルキッソス～もしも明日があるなら～ litt. Narcissu - S'il y avait un lendemain -) développé par Kadokawa Shoten et sorti sur PlayStation Portable le 24 juin 2010, est une compilation regroupant les 3 visual novels de la série ainsi que du contenu exclusif.

## Adaptations
MF Bunko J a sorti le 25 juillet 2008, un light novel adapté de Narcissu et Narcissu -side 2nd-, écrit par Tomo Takaoka et illustré par GotoP. Le roman a été distribué à Taiwan par Tong Li Publishing et en Corée par Haksan Culture Company.
Un manga illustré par Pochi Edoya a commencé sa sérialisation dans le magazine seinen Monthly Comic Alive, le 27 novembre 2008. Deux tomes reliés ont été publiés par Media Factory sous le label MF Comic.
- Light Novel :  (ISBN 978-4-8401-2365-5)
- Manga (tome 1) :  (ISBN 978-4-8401-2580-2)
- Manga (tome 2) :  (ISBN 978-4-8401-2984-8)